# Països Baixos durant l'era romana

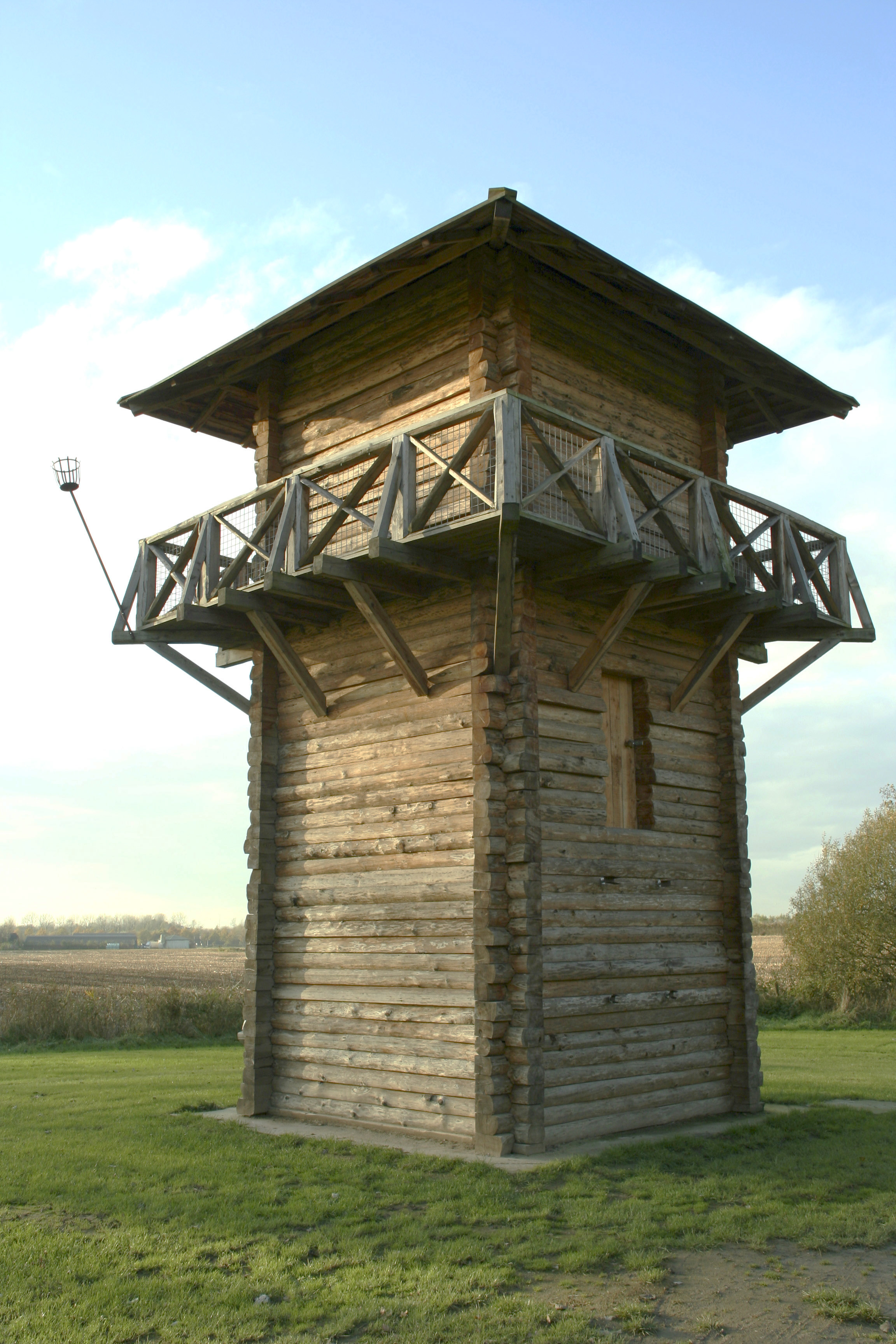
Reconstrucció d'una torre de sentinella a prop de Fectio (Països Baixos).

Durant un període de 450 anys, des del 55 aC fins al 410 dC, la part meridional dels Països Baixos va estar integrada a l'Imperi Romà. En aquest període, els romans dels Països Baixos van tenir una influència enorme sobre la vida i cultura de la població que vivia als Països Baixos en aquella època i, indirectament, sobre les generacions següents.
Els Països Baixos van ser mencionats per primera vegada per Juli Cèsar a la Guerra de les Gàl·lies. Al seu informe de batalles anual, Cèsar fa referència als bataus, que segons ell vivien a una illa entre el Mosa i el Waal. El primer contacte entre els romans i la població de l'Europa occidental va tenir lloc al voltant del 58 aC, quan Juli Cèsar va ser nomenat procònsol de la província romana de Gàl·lia i va rebre del senat romà la tasca de sotmetre tota aquesta zona. Aquest contacte va resultar en múltiples guerres, que van provocar canvis als equilibris de poder locals. En aquest període, noves poblacions com els bataus i els canninefates també arribaren als Països Baixos pels rius. Juli Cèsar va intentar concloure tractats de pau amb les tribus natives, però sobretot els eburons s'hi van oposar i van aconseguir infligir algunes derrotes importants als romans. Com a represàlia, Cèsar els va erradicar en gran part i va invitar germànics de la zona del Rin a poblar-ne el territori.

## Mapa dels Països Baixos durant l'era romana

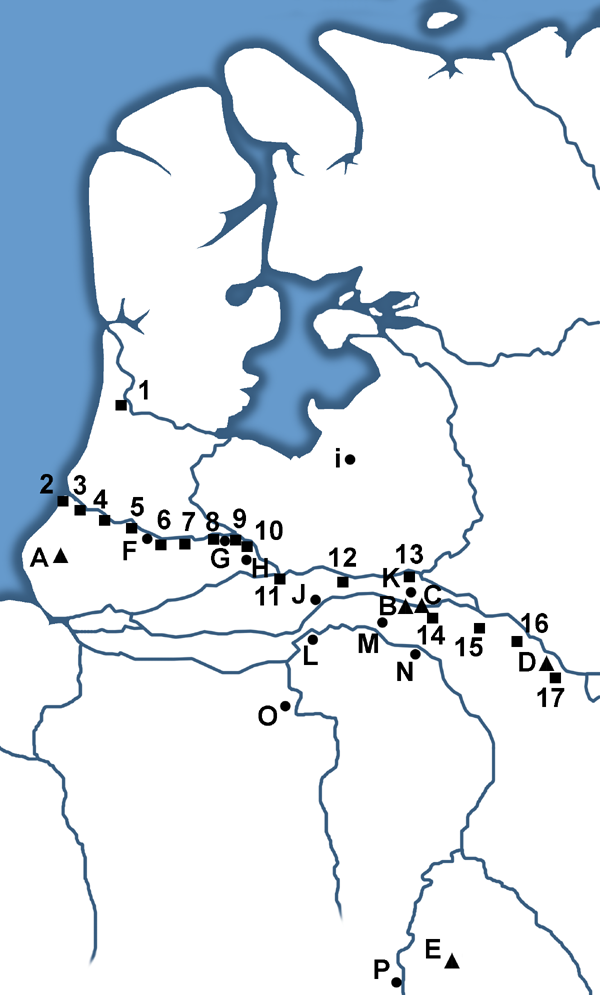

El litoral exacte no està conegut.

### Fortaleses als Països Baixos (els quadres a la mapa)
1. Flevum (Velsen), també es va trobar un port.
2. Lugdunum Batavorum (Brittenburg)
3. Praetorium Agrippinae (Valkenburg)
4. Matilo (Leiden-Roomburg)
5. Albaniana (Alphen aan den Rijn)
6. ? (Bodegraven)
7. Laurium (Woerden)
8. Potser Fletio (Vleuten)
9. Traiectum (Utrecht)
10. Fectio (Vechten)
11. Levefanum (Wijk bij Duurstede)
12. Carvo (Kesteren)
13. Castra Herculis (Arnhem)
14. Ulpia Noviomagus Batavorum (Nijmegen)

No està posat a la mapa: el Vicus van Ockenburgh a la costa a prop de L'Haia.

### Ciutats als Països Baixos (els triangles a la mapa)
1. Forum Hadriani/Aellium Cananefatum (Voorburg)
2. Colonia Ulpia Noviomagus (Nijmegen)
3. Batavorum (Nijmegen)
4. Colonia Ulpia Trajana (Xanten, Alemanya)
5. Coriovallum (Heerlen)

### Poblacions als Països Baixos (els cercles a la mapa)
1. Nigrum Pullum (Zwammerdam)
2. ? (Leidsche Rijn)
3. Haltna (Houten)
4. Marskamp nabij Ermelo
5. ? (Tiel)
6. Temples romans (Elst)
7. Temple trobat, probablement dedicat a Hercules Magusannus (Kessel)
8. ? (De lithse Ham)
9. Ceuclum (Cuijk)
10. ? (Esch)
11. Maastricht

No està a la mapa: Venlo (possiblement amb fortalesa).
Tampoc a la mapa: Colijnsplaat i Domburg (temples dedicats a Nehalennia), i Aardenburg (múltiples edificis, probablement amb una funció militar).